# Clara Bewick Colby
Clara Dorothy Bewick Colby (1er août 1846 - 7 septembre 1916) est une conférencière, éditrice et correspondante de journaux anglo-américaine, militante des droits des femmes et leader suffragiste. Née en Angleterre, elle immigre aux États-Unis, où elle fréquente l'université et épouse l'ancien général de la guerre civile américaine, plus tard procureur général adjoint des États-Unis, Leonard Wright Colby (en). En 1883, elle fonde The Woman's Tribune (en) à Beatrice, dans le Nebraska, et la déménage trois ans plus tard à Washington, DC ; elle devient la principale publication du pays sur le droit de vote des femmes. Elle est une partisane de la paix et participe à la grande conférence de la paix à San Francisco pendant l'Exposition. Elle parle également au nom des soldats de la guerre d'Espagne. Pendant la guerre hispano-américaine (1898), elle est officiellement nommée correspondante de guerre, première femme à être ainsi reconnue.
En plus d'être suffragiste et éditrice de journaux, Colby est conférencière, interprète de Walt Whitman et écrivaine. Elle est déléguée au Congrès international des femmes (Londres, 1899) ; déléguée par le gouverneur pour représenter l'Oregon au premier Congrès international d'éducation morale (Londres, 1908) ; et déléguée au premier Congrès international de la paix (Londres, 1911). Elle est vice-présidente de la Nebraska Woman Suffrage Association, depuis sa création, de 1881 à 1883, et présidente de 1883 à 1909. Elle est secrétaire correspondante de l'Association fédérale pour le suffrage des États-Unis. Colby écrit des articles de magazine pour Arena, Harper's Bazaar, Overland, Englishwoman et d'autres. Elle est correspondante de presse pour l'Union internationale pour la paix, la Woman's National Press Association, l'Oregon Woman's Press Association, le Higher Thought Center (Londres), la Woman's Freedom League, la National Political Reform League et l'International Woman's Franchise Club (Londres). Elle apparaît souvent devant les assemblées législatives des États et les comités du Congrès en faveur du droit de vote des femmes ; elle contribue également au droit de vote des femmes en Angleterre.

## Famille, éducation et développement intellectuel

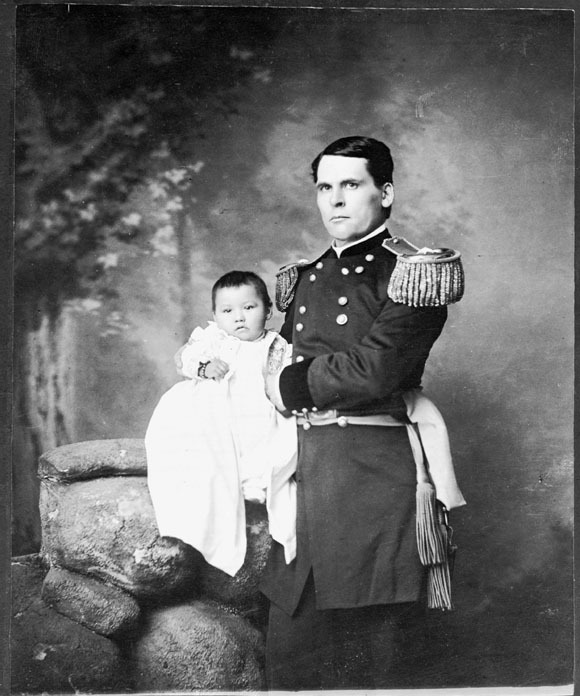
Portrait du général LW Colby des troupes de l'État du Nebraska tenant une petite fille, Zintkala Nuni (oiseau perdu), retrouvée sur le champ de bataille de Wounded Knee, Dakota du Sud, 1890.

Colby est née à Gloucester, en Angleterre, en 1846, fille de Thomas et Clara Willingham (Chilton) Bewick. La famille s'installe près de Windsor, dans le Wisconsin, lorsque Colby a huit ans. Faisant partie d'une famille nombreuse, elle a peu d'occasions de fréquenter l'école du district, mais son père encourage et aide ses enfants à étudier les soirs d'hiver, et de cette façon, elle se prépare à enseigner dans les écoles de campagne. Le grand-père de Colby, Thomas Bewick, est un naturaliste et graveur remarquable.
À l'âge de dix-neuf ans, Colby part pour Madison, dans le Wisconsin, pour vivre avec ses grands-parents, Stephen Chilton et Clara Medhurst Willingham Chilton. C'est là qu'elle entre à l'université du Wisconsin à Madison, alors à ses débuts, qui a du mal à mettre en place un système d'éducation mixte. Elle exerce une influence notable en garantissant l’admission des femmes à l’université et l’adoption des principes de mixité dans le Wisconsin. Elle obtient son diplôme en 1869 en tant que major de promotion et Phi Beta Kappa dans la première classe de femmes diplômées de l'école,. Elle devient aussitôt professeur d'histoire et de latin dans l'établissement, tout en poursuivant des études supérieures. Elle épouse Leonard Wright Colby, diplômé de la même université, en juin 1871, et déménage à Beatrice l'année suivante, où il est élu au Sénat de l'État du Nebraska. Au milieu des difficultés de la vie de pionnier dans un nouveau lieu, la jeune épouse trouve que ses soucis familiaux l'absorbaient tous, mais son goût pour l'étude, son amour de la littérature et son désir naturel d'améliorer les conditions qui l'entouraient l'amène à créer la bibliothèque publique gratuite de Beatrice en 1873,.

## Activiste
Colby édite un département du Beatrice Express appelé « Woman's Work » et, en 1883, elle fonde, publie et édite The Woman's Tribune. Pendant plusieurs années, elle s'intéresse vivement au mouvement pour le droit de vote des femmes, consacrant son journal à la défense de cette réforme. The Woman's Tribune remporte le prix à l'Exposition universelle de Paris en 1900 pour sa propreté et son aspect professionnel, et elle occupe une place importante dans l'histoire de la cause des suffragistes, étant pendant un temps l'organe reconnu de la National Woman Suffrage Association. Contemporaine et amie d'Elizabeth Cady Stanton, de Susan B. Anthony et de la Dr Mary Edwards Walker, Colby donne de nombreuses conférences non seulement devant un public général, mais également devant des comités législatifs et du Congrès. En 1888, à l'époque du grand Conseil international des femmes à Washington, Colby publie le Tribune quotidiennement pendant la semaine du conseil, et le continue jusqu'à la Convention pour le suffrage des femmes la semaine suivante. Il s'agit probablement du premier exemple d'un quotidien féminin publié par une femme. Au cours de la période 1885-1898, elle est présidente de la Nebraska Woman Suffrage Association, et en 1895, elle est présidente du Federal Suffrage Committee. Elle s'exprime au nom des soldats de la guerre hispano-américaine (1898) ; pendant cette guerre, elle est officiellement nommée correspondante de guerre, première femme à être ainsi reconnue. Elle est également une défenseure de la paix à l'Exposition internationale Panama-Pacifique à San Francisco, en Californie, en 1915.

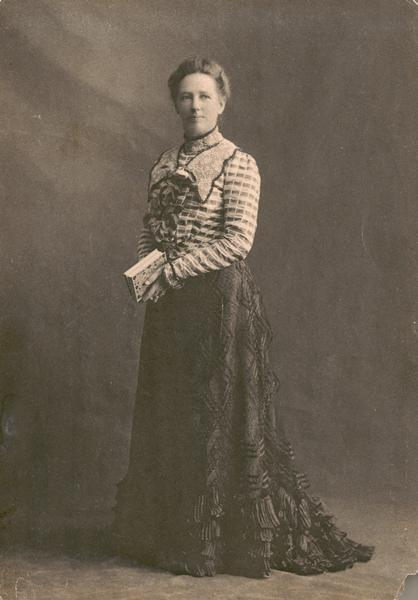
Clara Bewick Colby

## Conférencière et auteure
S'intéressant à la spiritualité ésotérique, Colby contribue à The Woman's Bible (en) (1895) de Stanton. Elle donne de nombreuses conférences dans presque tous les États des États-Unis, ainsi qu'en Angleterre, en Irlande et en Écosse, et donne également des conférences à Budapest et dans d'autres endroits en Europe. Elle participe à la plupart des grandes campagnes pour le suffrage qui sont menées dans les différents États dans le but d'obtenir le droit de vote par le vote des électeurs. Elle vit un temps dans l'Oregon et participe à plusieurs campagnes pour le droit de vote des femmes dans cet État. En 1899, elle participe au Grand Conseil international des femmes qui se tient à Londres. Là-bas, Colby fait la connaissance de nombreuses militantes suffragettes distinguées. Elle est déléguée au Congrès international d'éducation morale (Londres, 1908) et, la même année, à l'Alliance internationale pour le suffrage des femmes (Amsterdam). Depuis la suppression de la Tribune en 1909 jusqu'en 1912, un temps considérable est consacré en Angleterre à aider les suffragistes anglaises dans leur lutte pour la justice et à faire la connaissance de nombreux réformateurs anglais de premier plan. Elle publie de temps à autre ses récits sur ses expériences en Angleterre dans le Washington Herald. Parmi d'autres écrits, elle prépare un livre intitulé L'Histoire de Londres (inédit), qui est conservé par sa sœur, le Dr Mary B. White de Palo Alto, en Californie. De 1911 à 1913, elle est déléguée au Congrès international des races (Londres, 1911), à la Convention internationale pour le suffrage des femmes (Budapest, 1913) et à la Conférence internationale de la paix (La Haye, 1913). Au cours des hivers 1913-1915, Colby donna des conférences à Washington sur des sujets tels que :

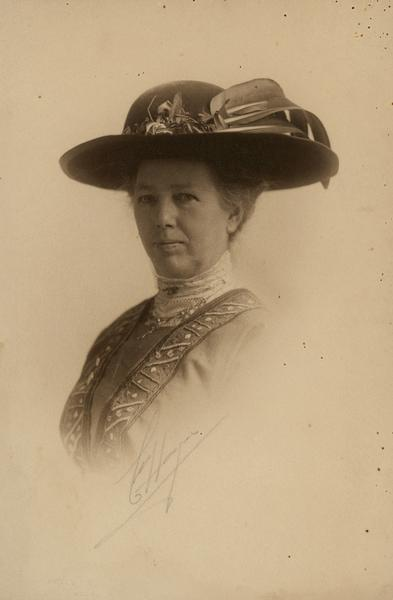
Colby vers 1880

## Vie personnelle
Clara épouse Leonard en 1872 et ils déménagent à Beatrice, Nebraska. Bien qu'ils n'aient jamais eu d'enfants, ils adoptent un garçon, Clarence (né vers 1882), en 1885, auprès d'un train d'orphelins. En 1891, Leonard revient chez lui après la bataille de Wounded Knee avec un bébé Sioux, Zintkála Nuni (Lost Bird) et l'adopte ; Clara est absente à cette époque, donnant des conférences sur les questions de droit de vote des femmes. Leonard part avec la nourrice de Zintkála et les Colby divorcent en 1906. Lost Bird reste sous la garde de Clara mais est envoyée dans des pensionnats indiens jusqu'à l'âge de 17 ans. Congrégationaliste de longue date, Colby s'intéresse néanmoins au mouvement spirituel de la Nouvelle Pensée ; elle occupe un poste de dirigeante honoraire au sein de l'Alliance internationale de la Nouvelle Pensée. Sa santé décline au cours de ses dernières années et Colby meurt chez sa sœur à Palo Alto en 1916 d'une pneumonie et d'une myocardite,. Ses cendres sont enterrées dans sa ville natale de Windsor.